# Saint-Pierre-de-Vassols
Saint-Pierre-de-Vassols är en kommun i departementet Vaucluse i regionen Provence-Alpes-Côte d'Azur i sydöstra Frankrike. Kommunen ligger i kantonen Mormoiron som tillhör arrondissementet Carpentras. År 2022 hade Saint-Pierre-de-Vassols 504 invånare.

## Befolkningsutveckling
Antalet invånare i kommunen Saint-Pierre-de-Vassols
| Referens: INSEE |